# Oude Kerk (Delft)

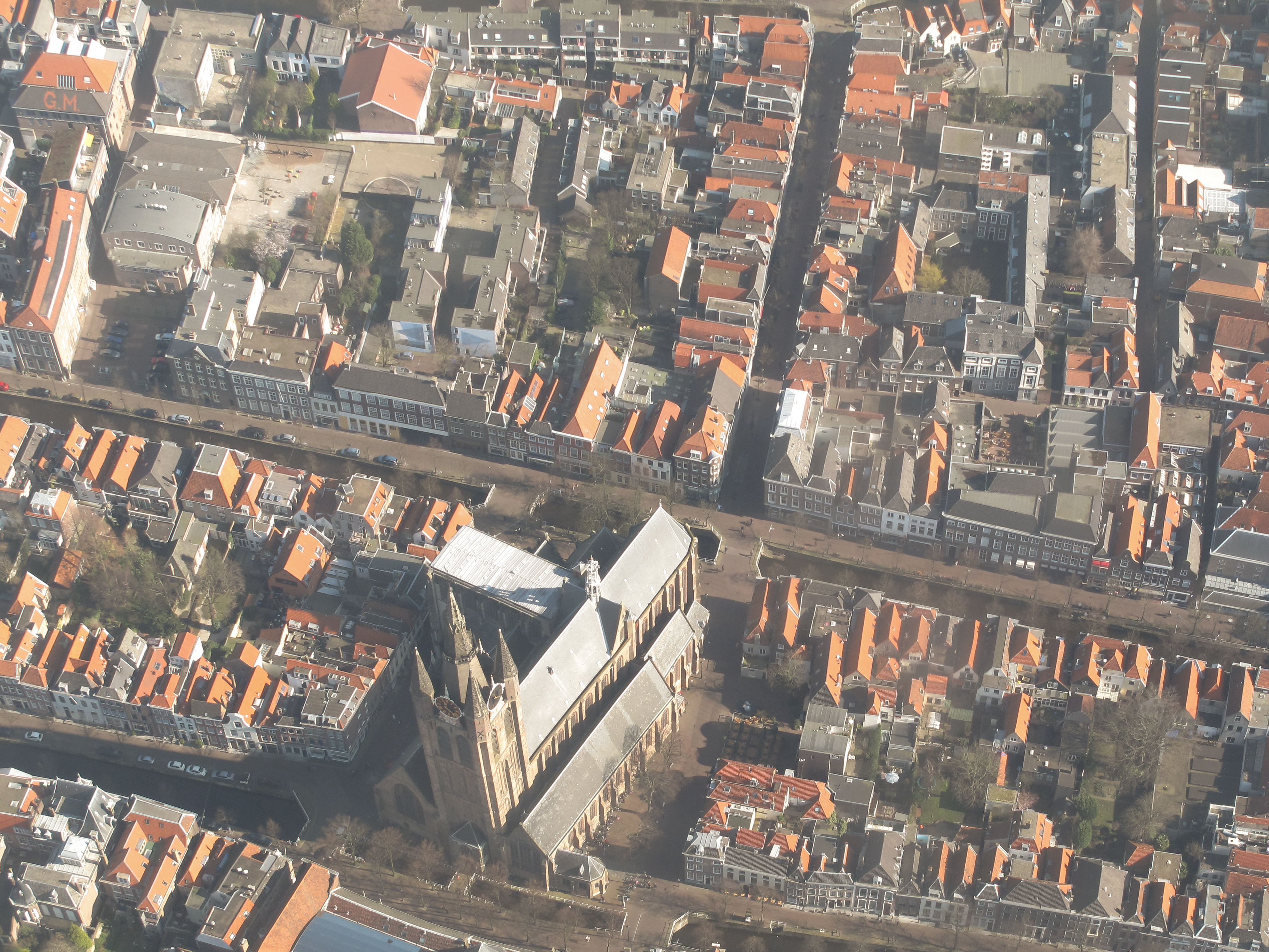
De Oude Kerk in Stadtmitte

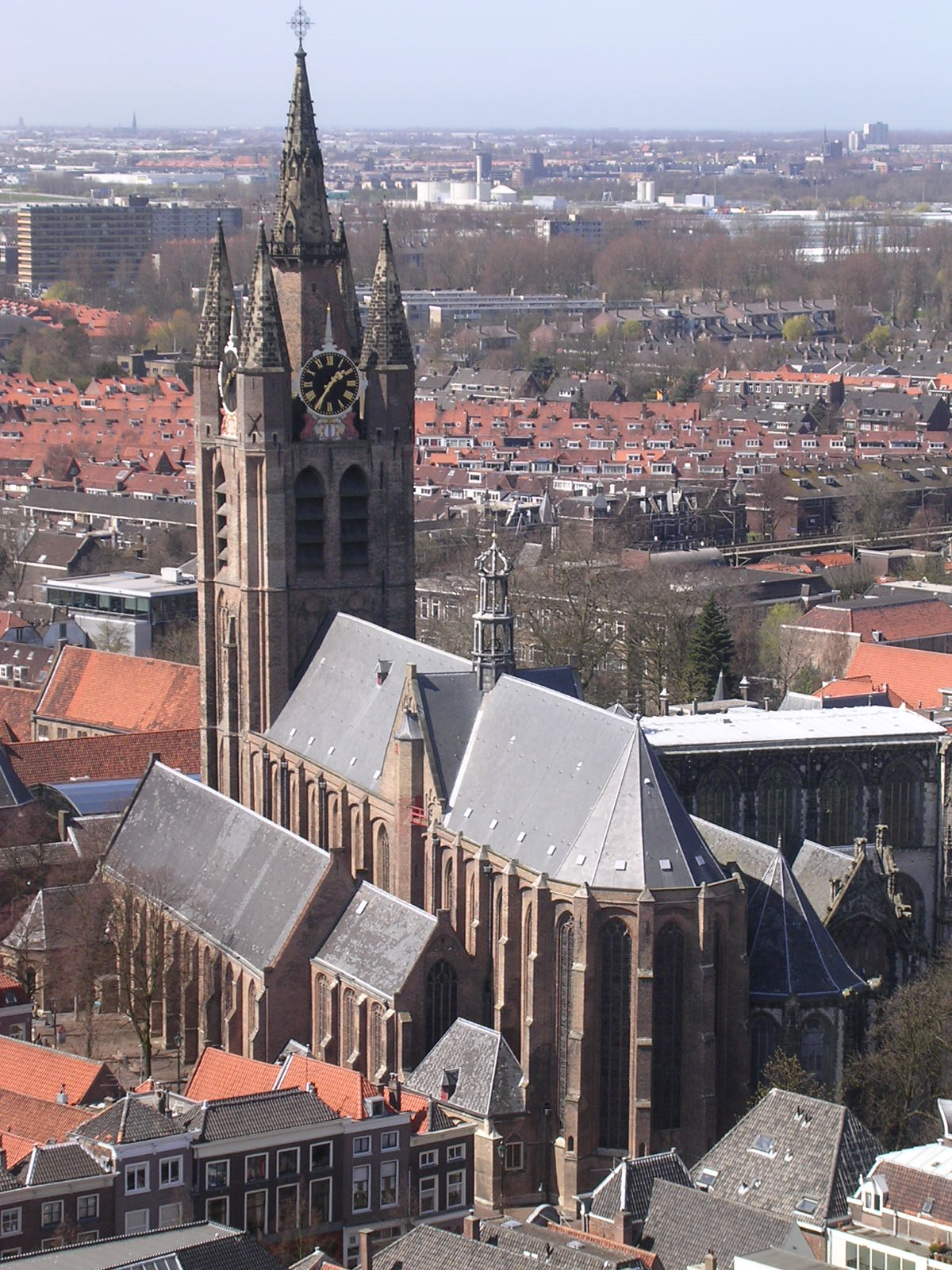
Außenansicht

Die Oude Kerk (deutsch Alte Kirche) ist die ältere der beiden großen, gotischen Stadtkirchen von Delft (Provinz Südholland). Die jüngere und bekanntere ist die Nieuwe Kerk (deutsch Neue Kirche). Das Markenzeichen der Oude Kerk ist der 75 Meter hohe Westturm (Oude Jan), der sich im weichen Untergrund 1,96 Meter aus dem Lot geneigt hat. Sie steht an der Gracht Oude Delft im ältesten Kern der Stadt.

## Geschichte
Vermutlich gab es bereits Mitte des 11. Jahrhunderts eine hölzerne, dem Hl. Hippolytus geweihte Pfarrkirche an dieser Stelle. Im 13. Jahrhundert wurde sie durch eine dem Hl. Bartholomäus geweihte Steinkirche ersetzt. Daran schlossen sich vier weitere Bauphasen an. Der Westturm mit seinen fünf Turmspitzen entstand in den Jahren 1325–1350. Ende des 14. Jahrhunderts wurde die ursprüngliche Basilika in eine Hallenkirche umgebaut, man brachte also die Seitenschiffe auf die gleiche Höhe wie das Mittelschiff. Im folgenden Jahrhundert wurde das Mittelschiff jedoch seinerseits erhöht, sodass die Kirche wieder einen basilikalen Querschnitt aufweist. Kurz nach 1500 wurde ein Querschiff begonnen; als Baumeister ist der Flame Anthonis Keldermans verzeichnet. Nur das nördliche Querschiff wurde realisiert.
Beim Stadtbrand von 1536 sowie den Bilderstürmen während der Reformation 1566 und 1572 wurde die Kirche und ihre Einrichtung schwer beschädigt. Die Buntglasfenster wurden bei der Explosion des Delfter Pulverturms 1654 zerstört. In den Jahren 1949–1961 wurden neue Glasfenster des Glasermeisters Joep Nicolas eingesetzt.

## Orgeln

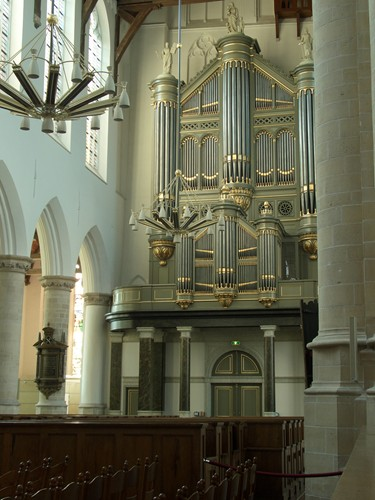
Orgelprospekt mit Rückpositiv

Die Kirche besitzt drei Orgeln: zwei kleinere Orgeln aus den Jahren 1873 (Nordschiff) und 1770 (Chor). Die Hauptorgel stammt aus dem Jahr 1857 und wurde von dem Orgelbauer Christian Gottlieb Friedrich Witte erbaut. Das Instrument hat 41 Register auf drei Manualen und Pedal. Die Trakturen sind mechanisch.
| I Hauptwerk C–g3 |     |
| Prestant         | 16′ |
| Prestant         | 8′  |
| Bourdon          | 8′  |
| Octaaf           | 4′  |
| Fluit            | 4′  |
| Quint            | 3′  |
| Woudfluit        | 2′  |
| Mixtuur V        |     |
| Cornet V         | 8′  |
| Trompet          | 16′ |
| Trompet          | 8′  |

| II Rückpositiv C–g3 |     |
| Prestant            | 16′ |
| Prestant            | 8′  |
| Roerfluit           | 8′  |
| Viola               | 8′  |
| Octaaf              | 4′  |
| Roerfluit           | 4′  |
| Quint               | 3′  |
| Octaaf              | 2′  |
| Mixtuur IV          |     |
| Cornet V            | 8′  |
| Trompet             | 8′  |
| Dulciaan            | 8′  |

| III Oberwerk C–g3 |       |
| Prestant          | 8′    |
| Baarpijp          | 8′    |
| Gamba             | 8′    |
| Vox Celeste       | 8′    |
| Salicet           | 4′    |
| Fluit             | 4′    |
| Gemshoorn         | 2′    |
| Nasard            | 1 ⁄3′ |
| Fagot             | 16′   |
| Schalmij          | 8′    |
| Tremulant         |       |

| Pedalwerk C–f1 |     |
| Prestant       | 16′ |
| Subbas         | 16′ |
| Octaaf         | 8′  |
| Violon         | 8′  |
| Holfluit       | 8′  |
| Bazuin         | 16′ |
| Trompet        | 8′  |
| Cornet         | 4′  |

## Glocke
Im Glockenturm befindet sich eine außergewöhnliche Glocke, die bereits 1570 von Heinrich von Trier gegossene Trinitatis- oder Bourdonglocke, die fast neun Tonnen schwer ist und aufgrund der von ihr verursachten Vibrationen nur zu hohen Anlässen geläutet werden darf, etwa bei der Beisetzung eines Mitglieds der königlichen Familie in der nahegelegenen Nieuwe Kerk.

## Grabstätten
Während die Neue Kirche die Grabstätte des Königshauses Oranien-Nassau ist, sind in der Alten Kirche zahlreiche (rund 400) Personen bürgerlichen Hintergrunds begraben. Dazu gehören:
- der Maler Jan Vermeer
- der Seefahrer Piet Pieterszoon Heyn
- die Adlige Elisabeth Morgan
- der Naturforscher Antoni van Leeuwenhoek
- der Schriftsteller Stalpaert van der Wiele
- der Seefahrer Maarten Tromp
- der Dichter Huibert C. Poot
- der Ratsherr Antonie Heinsius.

## Bilder

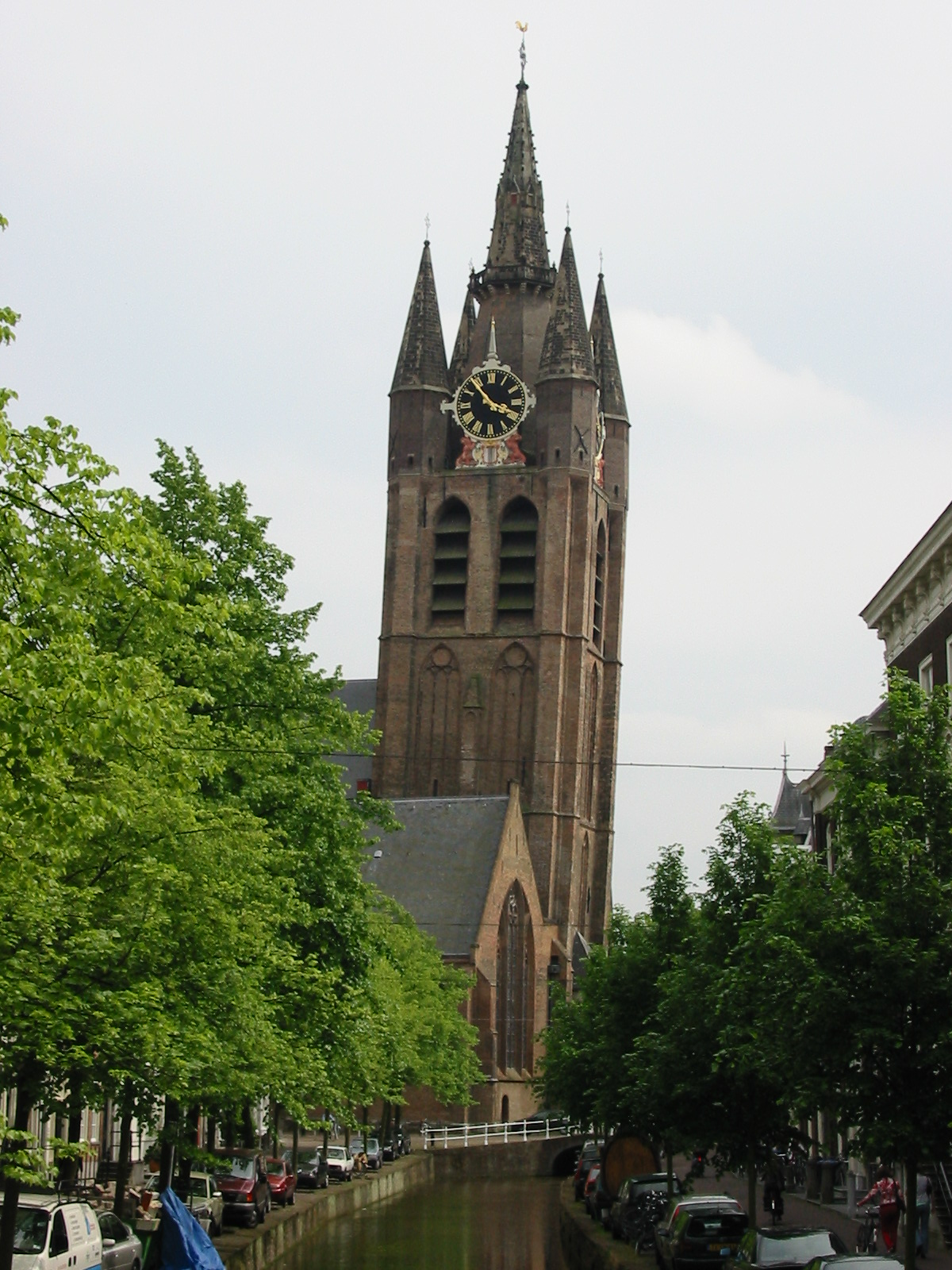
Der schiefe Kirchturm
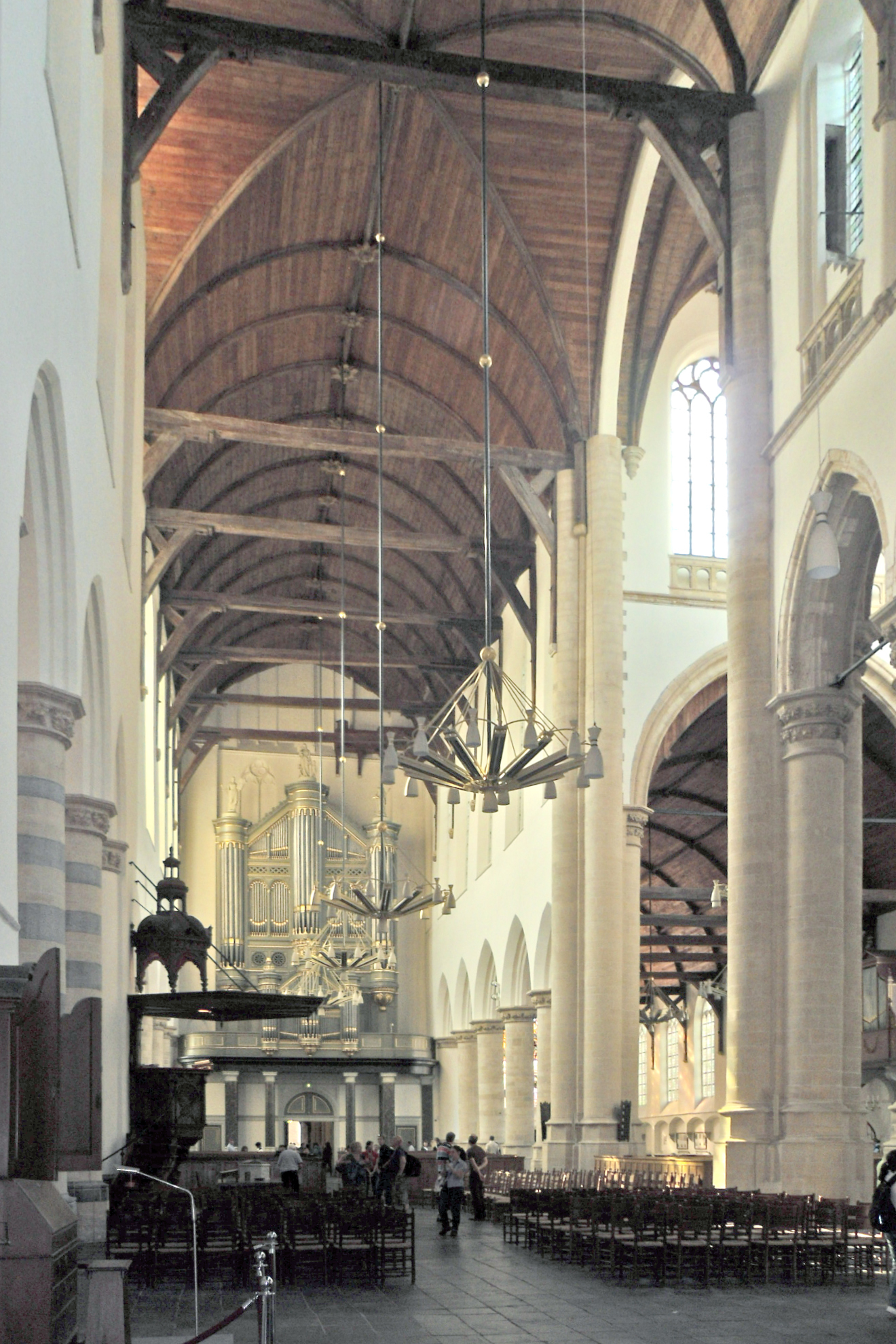
Innenansicht
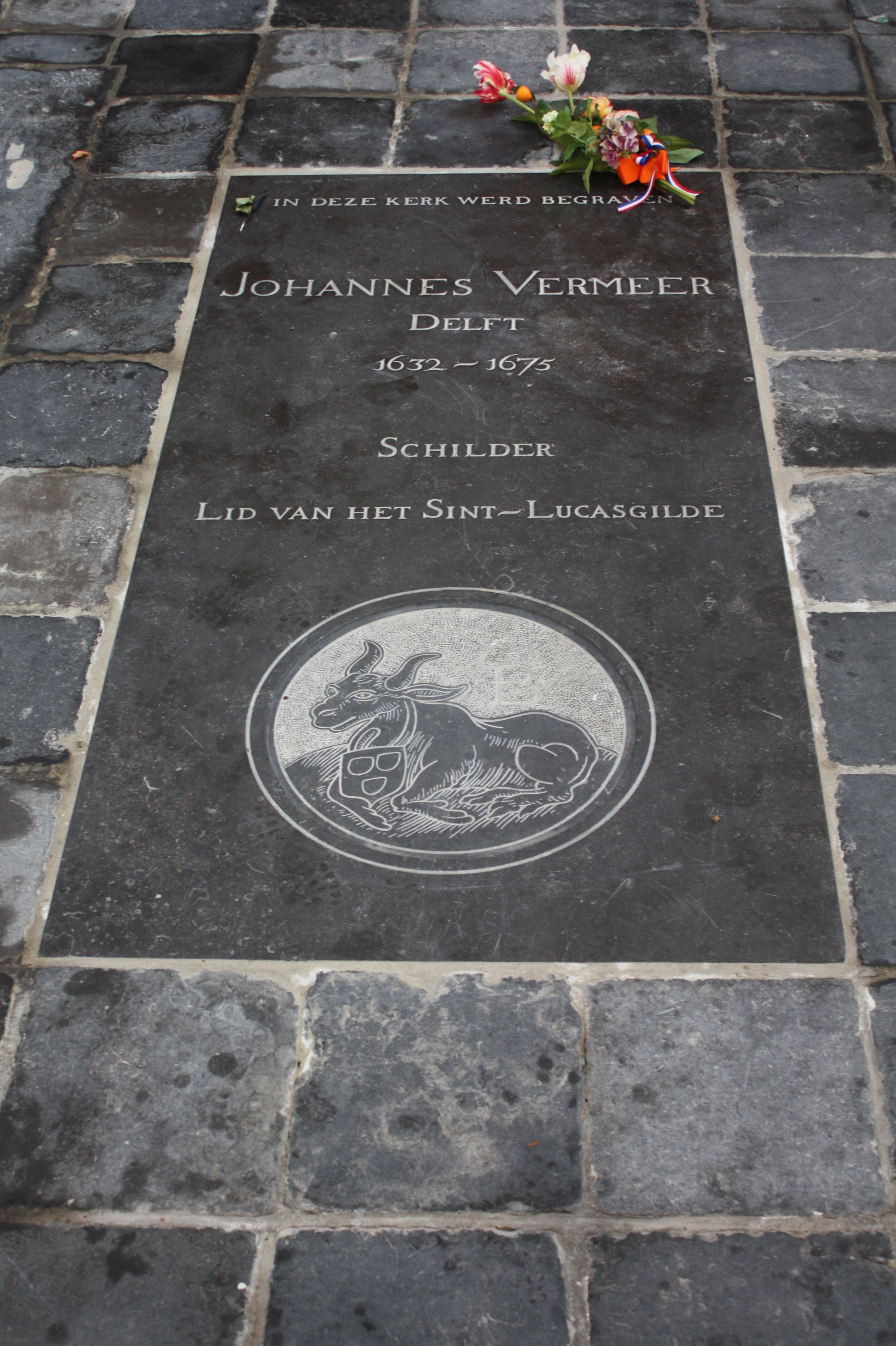
Vermeer-Grab